# DjurDjura (groupe)
Pour les articles homonymes, voir Djurdjura (homonymie).
DjurDjura est un groupe français d'expression kabyle, de musique instrumentale et vocale folk en langue berbère, fondé en 1979 à Épinay-sur-Seine et réunissant trois sœurs, Djouhra, Malha et Fatima Abouda, leur frère, Djamel, compositeur, guitariste et percussionniste, et leur mère, Tassadit Abouda, née Sardi, poétesse de tradition orale. Le groupe est produit par le mari de Djouhra, le producteur Hervé Lacroix,. 

## Formation et dislocation du groupe
Créé en 1979, le groupe emprunte son nom au Djurdjura, la plus longue chaîne montagneuse de la Kabylie. Il se présente et on le présente comme étant un « groupe de femmes algériennes »,. 
La chanteuse (Djouhra) et les deux choristes (Malha et Fatima) portent des fouta kabyles conçues par Malha. 
La musique du groupe est une fusion de la modernité (folk, pop rock) et des mélodies et rythmes traditionnels de la Kabylie. 
Les chansons, écrites par Djura, sont basées sur les poèmes d'inspiration sociale, mais aussi et surtout féministe, de sa mère en Kabylie puis en France ; « les filles du Djurjura ont vécu une expérience longue et douloureuse de filles rebelles, qui refusaient l’insoumission aux mœurs et aux traditions que leur imposaient la famille, voire leur entourage à l’exil ».
Le groupe se sépare en 1986 à la suite de différends familiaux,. Djura donne, dans son ouvrage autobiographique, Le voile du silence, paru en 1987, sa version de l'histoire du groupe et de son éclatement.

## Formation d'un nouveau groupe, Djur Djura
Un nouveau groupe, sous le nom de Djur Djura (en deux mots) est créé la même année par Djura.
Alors que le groupe initial avait été interdit de se produire en Algérie à cause de ses chants patriotiques kabyles, en 2015, le nouveau groupe, Djur Djura, y effectue une tournée, en passant notamment au 37e festival international de musique de Timgad.
En 2016, le groupe retourne en Algérie et se produit au Théâtre Hasni-Chakroun d’Oran puis au Centre des arts de Sidi Fredj sur la côte ouest d’Alger. Il y chante Idurar n djerdjer (Mont Djurdjura), Tafat (Lumière), Yiwen wass (Un Jour) et Yir ussan (Les Mauvais Jours) ainsi que Kker a mmis umazigh (Debout fils d’Amazigh), chant patriotique écrit en 1945 par Mohand Idir Aït Amrane.

## Discographie
Albums produits de 1979 à 1982 par le groupe Djurdjura (en un seul mot) :
- 1979 : le Printemps,
- 1980 : Asirem,
- 1982 : A Yemma.

Le groupe figure sur l'album d'Alan Stivell Symphonie celtique : Tír na nÓg (décembre 1979).
Pour l'album Le Défi (1986), le nom du groupe est Djur Djura (en deux mots).